# Prionomastix wonjeae
Prionomastix wonjeae is een vliesvleugelig insect uit de familie Encyrtidae. De wetenschappelijke naam is voor het eerst geldig gepubliceerd in 1984 door Mbondji.